# Josef Tajčner
Josef Tajčner (1. května 1912 – ?) byl český fotbalový útočník.

## Fotbalová kariéra
V československé lize hrál za SK Slavia Praha, SK Plzeň, SK Náchod a SK Viktoria Plzeň. Nastoupil ve 195 ligových utkáních a dal 27 gólů.

## Ligová bilance
| Ročník                    | Zápasy | Góly | Klub              |
| ------------------------- | ------ | ---- | ----------------- |
| 1. asociační liga 1931/32 | 2      | 0    | SK Slavia Praha   |
| Státní liga 1934/35       | 21     | 5    | SK Plzeň          |
| Státní liga 1935/36       | 26     | 1    | SK Plzeň          |
| Státní liga 1936/37       | 16     | 0    | SK Plzeň          |
| Státní liga 1937/38       | 22     | 3    | SK Náchod         |
| Státní liga 1938/39       | 21     | 2    | SK Náchod         |
| Národní liga 1939/40      | 15     | 0    | SK Náchod         |
| Národní liga 1941/42      | 22     | 4    | SK Plzeň          |
| Národní liga 1942/43      | 21     | 5    | SK Plzeň          |
| Národní liga 1943/44      | 16     | 6    | SK Plzeň          |
| Státní liga 1946/47       | 4      | 1    | SK Viktoria Plzeň |
| Státní liga 1947/48       | 9      | 0    | SK Viktoria Plzeň |
| CELKEM                    | 195    | 27   |                   |